# Ti.Pi.Cal.
Ti.Pi.Cal. est un groupe italien d'Italo disco, originaire de Gela, en Sicile. Outre leurs propres productions, les membres ont également publié des remixes.

## Histoire
Ti.Pi.Cal. est formé en 1993 à Gela, en Sicile. Le nom est composé des premières syllabes des noms de famille des trois fondateurs, Daniele Tignino, Riccardo Piparo et Vincenzo Callea. Les DJ siciliens se font connaître en 1995 avec les chansons Round and Around et The Colour Inside ; avec la participation du chanteur Josh Colow, les deux singles atteignent la première place des charts italiens. En 1996, le groupe sort son premier album Colourful ainsi que le single Gimme Love sous le nom de Kasto. Après l'arrivée de la chanteuse Kimara Lawson en 1997, le groupe se sépare deux ans plus tard.
En 2001, une brève réunion a lieu avec le chanteur Josh Colow, qui fonne naissance au single Is this the Love ; en 2006, What I Like suit. Enfin, le groupe commence à travailler sur un nouvel album qui est sorti en 2011 sous le titre Stars (tout comme le single homonyme).

## Discographie

### Albums studio
- 1996 : Colourful (EMI)
- 2011 : Stars (Universal)

### Singles
- 1993 : I Know
- 1994 : Illusion (19e en Italie[2])
- 1995 : Round and Around (1er en Italie[2])
- 1995 : The Colour Inside (1er en Italie[2])
- 1996 : It Hurts (4e en Italie[2])
- 1996 : I Would Like
- 1996 : Why Me? (5e en Italie[2])
- 1996 : Gimme Love
- 1997 : Hidden Passion (3e en Italie[2])
- 1997 : Live for Today
- 1998 : Follow Your Heart
- 1999 : Music Is My Life (16e en Italie[2])
- 2001 : Is this the Love (33e en Italie[2])
- 2006 : What I Like
- 2011 : Round and Around
- 2011 : Stars (60e en Italie[2])
- 2011 : Where is the World
- 2012 : Could Be You
- 2013 : Tomorrow

### Remixes
- 1994 : Lover
- 1994 : Short Dick Man
- 1995 : Preghero
- 1995 : Memories and Dreams
- 1995 : Sex and Infidelity
- 1995 : Together Again
- 1995 : Qu'est-ce que c'est
- 1996 : Forever on My Mind
- 1996 : Rescue Me
- 1997 : Day by Day
- 1997 : Tonight
- 1997 : Wanna Be the One
- 1998 : Peace